# Izrael na Letnich Igrzyskach Olimpijskich 1964
Izrael na Letnich Igrzyskach Olimpijskich 1964 w Tokio reprezentowało 10 zawodników: 8 mężczyzn i 2 kobiety.
Był to czwarty występ reprezentacji Izraela na letnich igrzyskach olimpijskich.

## Lekkoatletyka
Mężczyźni
- Gideon Ariel
- Amos Gilad
- Levi Psavkin

Kobiety:
- Michal Lamdani
- Miriam Siderenski

## Pływanie
Mężczyźni
- Avraham Melamed
- Gershon Shefa

## Strzelectwo
Mężczyźni
- Maxim Cohen
- Nehemia Sirkis
- Hanan Kristal